# Aslewa
Aslewa (en népalais : अस्लेवा) est un comité de développement villageois du Népal situé dans le district de Gulmi. Au recensement de 2011, il comptait 2 978 habitants.